# Decetiodes fallax
Decetiodes fallax är en fjärilsart som beskrevs av W. Warren 1897. Decetiodes fallax ingår i släktet Decetiodes och familjen Uraniidae. Inga underarter finns listade i Catalogue of Life.